# Rauhhorn
Das Rauhhorn (auch nur Rauhorn) ist ein 2240 m (auch 2241 m) hoher Berg in den Allgäuer Alpen, auf der Grenze zwischen Deutschland und Österreich. Es liegt südwestlich vom Gaishorn und südlich vom Geiseck. Im weiteren südlichen Verlauf des Rauhhornzugs liegt das Kugelhorn.
Das Rauhhorn ist trotz vorhandener Seilsicherungen sowohl von der Nord- als auch von der Südseite nur erfahrenen Bergsteigern zu empfehlen. Beide Anstiege erfordern Trittsicherheit und Klettergewandtheit und verlaufen über den stark gezackten Felskamm und nach Osten und Westen schroff abfallende Flanken.
Die im Jahre 1962 erstmals durchstiegene Nordostwand ist eine anspruchsvolle Kletterroute im V. und VI. Schwierigkeitsgrad. Die Route wurde im Jahr der Erstbegehung sechsmal wiederholt und geriet ab 1970 in Vergessenheit.
Im Winter wird der Berg gerne von Skibergsteigern besucht. Es gibt schöne, aber anspruchsvolle Abfahrten nach Nordwesten zur Willersalpe und nach Osten zum Vilsalpsee. Der Gipfel selbst wird jedoch im Winter selten betreten. Meist endet die Tour am Beginn des felsigen Nordgrates.

## Bilder

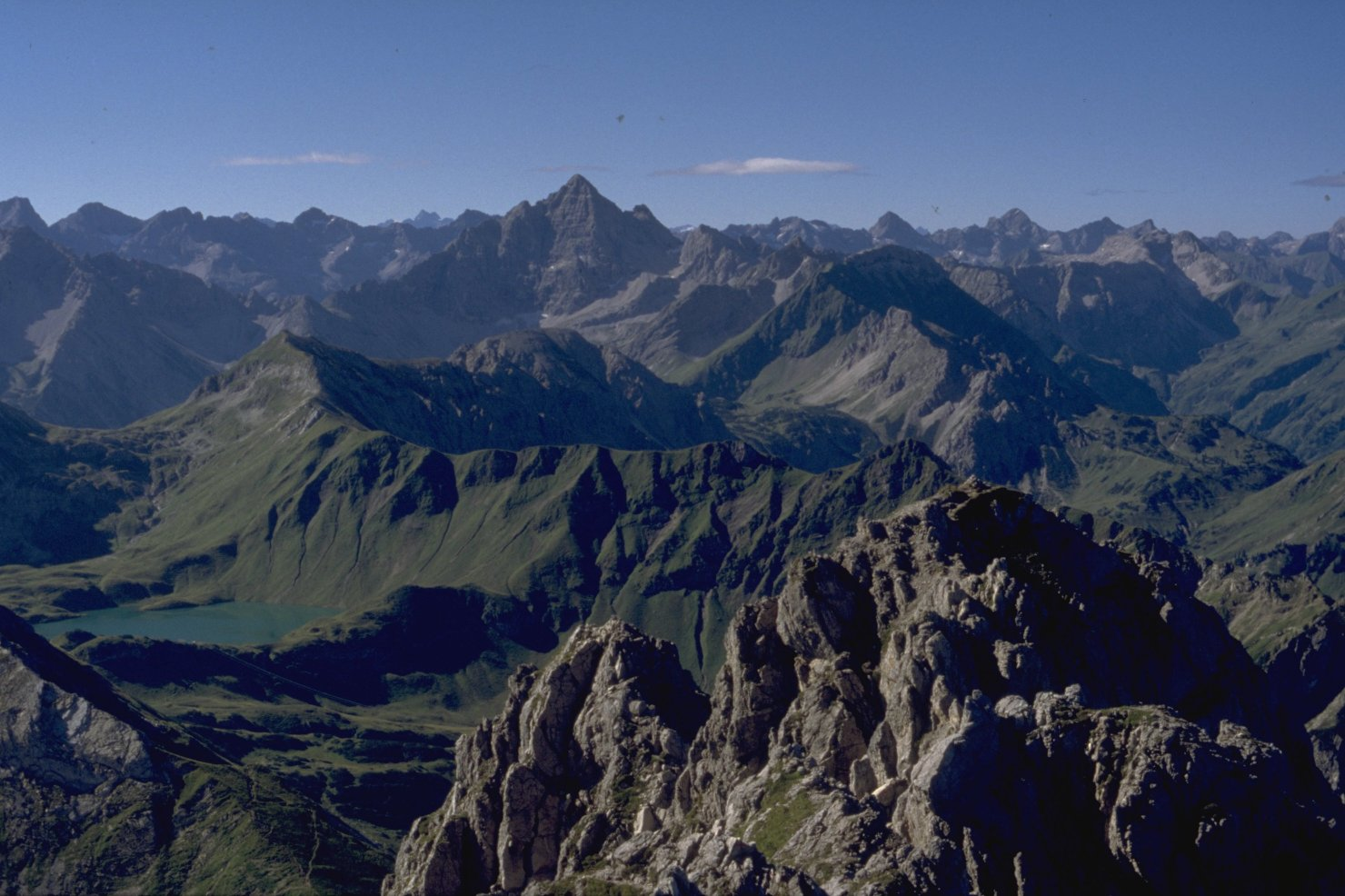
Blick vom Rauhhorn nach Südwesten. Über dem Schrecksee der Lahnerkopf. Der höchste Felsberg etwa in Bildmitte ist der Hochvogel.
Blick vom Neunerköpfle auf Kugelhorn, Rauhhorn und Gaishorn.